# 田面沢駅
田面沢駅（たのもざわえき）は埼玉県川越市小ヶ谷周辺（当時・入間郡田面沢村）に存在していた東上鉄道（現・東武鉄道東上本線）の鉄道駅である。

## 概要
わずか2年半の間であるが同鉄道の実質的な終端駅であったが、扱い上は本線ではなく支線の駅であった。
5万分の1地形図「川越」（大正5年10月30日発行）に田面沢駅が記載されており入間川東岸にあり、まわりは田んぼに囲まれていた。駅そのものについては存在した期間があまりに短かったことや公文書にも図面類など一切残されていないことから駅構造や配線については全く不明の状態である。ただし客貨両用駅であり貨物ホームについてはトタン張りの上屋があったことが確認されている。
2014年には、線路敷周辺の民有地分筆状況などに基づく所在地推定が試みられている。2017年には、川越町駅～田面沢駅とおぼしき平面図が鉄道同人誌内にて発表された。また2018年、駅敷地の公図が鉄道同人誌内にて発表された。

## 沿革

### 開業と運転
当駅が建設されるきっかけとなったのは川越町駅（現・川越市駅）まで路線建設を進めていた東上鉄道が、入間川の砂利運搬線を求めたことによる。その結果として入間川に近い田面沢村方面に白羽の矢が立ち、1914年4月18日に砂利運搬の他に田面沢村の農作物輸送や地元民の交通を確保するという目的で軽便鉄道法に基づき川越町-田面沢間1マイル36チェーン（約2.3km）の免許を取得した。
本免許は東上本線の母体となった大塚辻町（現・東京都文京区大塚）-渋川間の私設鉄道法に基づく免許とは全く別個のものであり、路線自体も本線の終点にぶら下がった支線という別路線扱いである。また、「坂戸町駅（現・坂戸駅）まで路線が延長されると同時に川越町-田面沢間が路線ごと廃止されたこと」と「その直前に本駅への転換点にある分岐器が撤去されていること」から、本線ではないと考えられる。
東武鉄道の社史である『東武鉄道百年史』においても坂戸町開業の際に「方向を南西に変えた」と記載があり本線ではないことを示唆する一方で「一応川越に達したため仮の終点とした」と記載もある。したがって、東上鉄道開業時の暫定終着駅＝本線の駅としての解釈もある。
なお軽便鉄道として開業する前に、東上鉄道建設用の入間川で採取した砂利の輸送工事用路線として先行開業している可能性が2017年頃より指摘されている。
同年4月24日に工事施行許可申請を済ませ翌日着工。5月1日の東上鉄道開通と同時に開業。
しかし池袋から直通列車はなく川越町-当駅間を切り離した1駅のみの往復運転であり、かなりローカル色の強い運行形態が取られた。実際に鉄道院（現・国土交通省）への提出書類に「貨物輸送かたがた旅客輸送を行っており」という記載があるなど貨物輸送優主体で旅客輸送は二次的なものであった。

### 本線化計画と旅客営業廃止
1914年7月17日に東上鉄道は当駅経由での路線延伸に有利であるとの理由から、既存の本線を一部変更し川越町-当駅間の路線を一部流用した上でさらに当駅を移転して仮駅とする計画を申請した。
その一方で開業後の輸送人員が極端に少なく1日平均が多くとも40人で少ないときには20人を割るという状況に東上鉄道はこれ以上旅客列車を運転しても意味がないこと、さらに延伸工事を進めると旅客列車を運転している余裕がなくなることから1916年2月17日に川越町-当駅間および当駅の旅客営業廃止届を提出。3月1日に旅客営業を廃止した。
翌3月2日に2年前に申請した本線への流用計画が当駅の仮駅化を除いて認可され、川越町-当駅間は一部が本線の延伸線として流用されることになった。

### 廃駅
1916年9月26日に川越町-当駅間の廃止申請が行われた。入間川橋梁が竣功する前日の10月26日に大塚辻町起点21マイル20チェーン（約34km）地点にあった当駅と本線との転換点にある分岐器が撤去され当駅は事実上廃駅となった。11月2日には川越町-当駅間の廃止が官報へ掲載され正式に廃駅となった。

## 年表
- 1914年（大正3年）
  - 5月1日 - 東上鉄道の支線・川越町-当駅間の終点駅として開業。
- 1916年（大正5年）
  - 3月1日 - 旅客営業廃止[6]。
  - 10月26日 - 当駅手前の分岐器が撤去され事実上廃駅。
  - 11月2日 - 川越町-当駅間の廃止が官報へ掲載され正式に廃駅。

## 隣駅
東上鉄道
支線
川越町駅 - 田面沢駅

## 参考資料
- 東武鉄道社史編纂室編『東武鉄道百年史』（東武鉄道刊 1998年）
- 鉄道省編『東武鉄道（元東上鉄道）1』（鉄道省文書）
- 鉄道省編『東武鉄道（私設法ニ依ルモノ）（元東上鉄道）5』（鉄道省文書）
- サークルTJ1914著『東上線三大ミステリー?研究本 : 田面沢・金井窪・啓志線』
- サークルTJ1914著『東上線三大ミステリー?研究本 : 田面沢・金井窪・啓志線 修正改訂版』

## 参考サイト
- 幻の田面沢駅 - 大正5年10月30日に陸地測量部が発行した地図に田面沢駅らしきものが描かれている